# Гроенхарт, Муртел
Муртел Гроенхарт (нид. Murthel Groenhart, род. 10 октября 1986, Амстердам) — кикбоксер из Нидерландов с суринамскими корнями. Чемпион GLORY, K-1 и других мировых турниров.

## Биография

### Молодость
Родился 10 октября 1986 года в Амстердаме. У Муртела было пять братьев и сестер. Гроенхарт рос неспокойным подростком, проводившим много времени на улице. В 15 лет он пришел в спорт. Начал тренироваться у Майка Пассенье, с которым прошел весь свой спортивный путь.

### Профессиональная карьера
В 2004 году, когда Муртелу было 18, он начал выступать на профессиональном ринге и оставался непобежденным в течение двух лет. За свою карьеру он бился во всех трех главных мировых промоушенах — Showtime, K-1, GLORY. Побеждал таких именитых спортсменов как: Артур Кишенко, Майк Замбидис, Джабар Аскеров, Арут Григорян и др. Личный рекорд Муртела - 91 бой, 65 побед (37 нокаутом), 23 поражения и 3 ничьи.
В 2001 его пригласили выступать на турнире К-1 в Милане в весе до 75 кг, и он выиграл восьмерку. После успеха на Гроенхарта обратил внимание промоушен Showtime. Дебют Муртела был неудачным — он проиграл победителю турнира Сэму Браану. Груенхарт впечатлил организаторов своей техникой, и далее последовало несколько боев — победы над Есипов Бадру и Джоэпом Биренпотом и поражение от Владимира Моравчика. В 2010 он выиграл европейский титул Е. М. Т. А., взяв верх над Амиром Зеяду. Далее он поднимается в весе до 79 кг и на турнире GLORY 2 выигрывает во втором раунде ударом колена у Амира Зеяду. В 2012 Муртел побеждает в чемпионате K-1 World MAX в Афинах. В финале Гроенхарт нокаутировал своего одноклубника Артура Кишенко. В 2013 на турнире GLORY 10 в Онтарио он проигрывает Давиту Кириа. К этому поединку Гроенхарт готовился с командой Blackzilians. В 2014 а драматичном поединке с Тео Микеличем на четырнадцатом по счету GLORY Муртел одерживает победу в первом раунде. В том же году он отправляет в нокаут Джабара Аскерова на турнире «Легенда» в Милане. В 2015 Гроенхарт побеждает в претендентом турнире GLORY. В 16-м он становится чемпионом мира по версии WFL в весе до 76 кг. В том же году он повторяет свой прошлогодний успех в GLORY. Настоящим триумфом для Муртела явился 2017 — он становится чемпионом этой организации. В этом же году произошел грандиозный скандал: в бою с Арутом Григоряном Гроенхарт нокаутировал соперника, когда тот отвернулся после пропущенного удара и пошел в свой угол. Болельщики и тренеры армянского спортсмена выбежали на ринг и атаковали голландского спортсмена. Ситуация была неоднозначная — с одной стороны не было свистка рефери, останавливающего бой, и по всем нормам Муртел был прав с формальной точки зрения. Но некоторые посчитали поведение Гроенхарта неэтичным, тк он атаковал Арута со спины. После боя спортсмены выяснили отношения в спокойной обстановке, помирились и уладили конфликт. На турнире GLORY 64 Гроенхарт встречался с азербайджанцем Алимом Набиевым и проиграл ему по очкам.